# Toys That Kill
Toys That Kill is een Amerikaanse punkband uit San Pedro, Los Angeles. De band is opgericht uit de restanten van een vorige punkband genaamd F.Y.P (1989-1999). Meteen na de uitgave van het laatste album van F.Y.P, getiteld Toys That Kill, besloten Todd Congelliere en Sean Cole (beiden zang/gitaar) om samen met de nieuwe leden Chachi Ferrara (basgitaar) en Denis Fleps (drums) een nieuwe band te vormen.
Toys That Kill heeft een keer in Japan getoerd, twee keer in Europa en een of twee keer per jaar in de Verenigde Staten sinds 2000. Congelliere, Ferrara, en Felix spelen samen in een andere punkband genaamd The Underground Railroad to Candyland, die ook bij het label Recess Records speelt.

## Leden
- Todd Congelliere - zang, gitaar
- Sean Cole - zang, gitaar
- Casey (Chachi) Ferrara - basgitaar
- Jimmy Felix - drums

## Discografie
Studioalbums
- The Citizen Abortion - 2001, Recess Records
- Control the Sun - 2003, Recess Records
- Shanked - 2006, Recess Records
- Fambly 42 - 2012, Recess Records
- Sentimental Ward - 2016, Recess Records

Ep's en singles
- Toys that Kill/The Ragin' Hormones - 2001, Stardumb Records
- Fleshies/Toys That Kill - 2003, Geykido Comet Records
- Flys - 2004, Asian Man Records
- Don't Take My Clone - 2005, Dirtnap Records
- Sister Series Vol. 1 - 2006, Razorcake Records
- Joyce Manor/Toys That Kill - 2014, Recess Records